# Dwudziesty siódmy rząd Izraela
Dwudziesty siódmy rząd Izraela – rząd Izraela, sformowany 18 czerwca 1996, którego premierem został Binjamin Netanjahu z Likudu. Rząd został powołany przez koalicję mającą większość w Knesecie XIV kadencji, po wyborach w 1996 roku. Funkcjonował do 6 lipca 1999, kiedy to powstał rząd premiera Ehuda Baraka.